# President Hotel w Moskwie

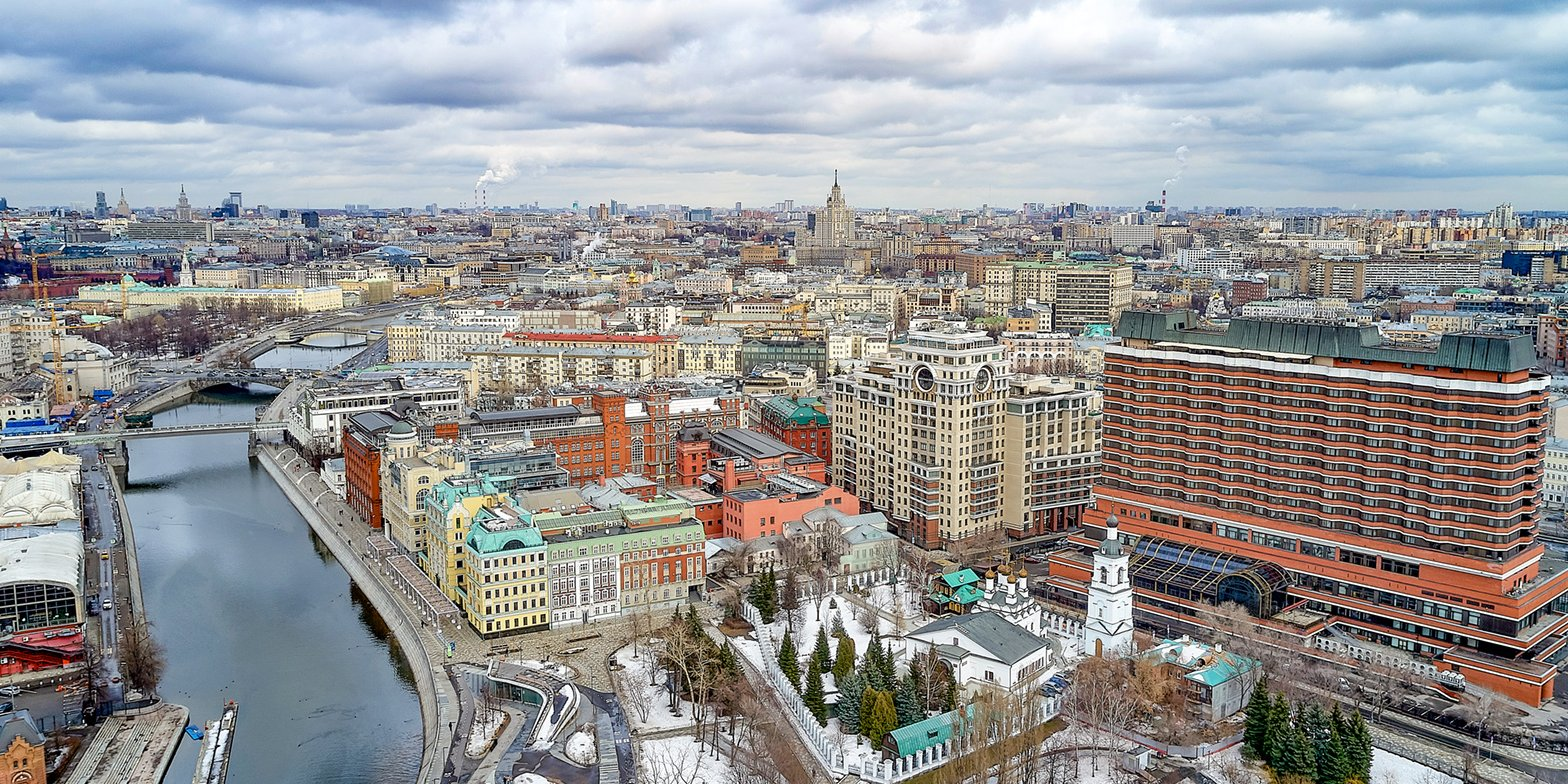
okolice hotelu President w Moskwie od strony jego zaplecza

President Hotel (ros. Президент-Отель) – czterogwiazdkowy kompleks hotelowy w Moskwie przy ul. Bolszaja Jakimanka 24 (ул. Большая Якиманка). Składa się z 206 pokoi. Obiekt wyposażono w kompleks 20 pomieszczeń konferencyjnych, salę kinowo-teatralną, basen, punkt medyczny. Z założenia miał to być najbardziej ówcześnie luksusowy hotel w Moskwie.

## Historia
Zbudowany w 1983 przez firmę Mosstroj nr 16 (Мосстрой № 16) zjednoczenia Gławmospromstroj (Главмоспромстрой), obecnie Mospromstroj (Моспромстрой), na zlecenie Komitetu Centralnego Komunistycznej Partii Związku Radzieckiego dla partyjno-państwowych gości państwa radzieckiego pod nazwą Hotel Oktiabrskaja-1 (Гостиница „Октябрьская-1”).
W latach 1983–1992 obiekt był tajny, na zewnątrz hotel nie miał żadnego szyldu, dostęp był tylko dla zakwaterowanych gości, kierownictwa partii i rządu oraz wyższych funkcjonariuszy KPZR. Koszty pobytu pokrywał KC KPZR. Wydzielonymi pomieszczeniami w obiekcie dysponował sekretarz generalny KC KPZR, obecnie prezydent Rosji, oraz służby ochrony. W hotelu wybudowano schron przeciwatomowy na 350 osób.
Od 1992 eksploatowany pod nazwą President Hotel przez Administrację Prezydenta Federacji Rosyjskiej.

## Goście hotelu
Głowy państw i rządów, przedstawiciele świata kultury, m.in.:

- Hugo Chávez, b. prezydent Wenezueli[8],

## W skład kompleksu wchodzą
- Hotel Arbat (Гостиница Арбат)**** przy Zaułku Płotnickim 12 (Плотников переулок), zbudowany w 1960 jako hotel Oktiabr´skaja (Гостиница Октябрьская), od 1983 Oktiabr´skaja-2 (Гостиница Октябрьская-2), od 1992 pod obecną nazwą;
- Hotel Łoś (Гостиница Лось)*** przy ul. Tajmyrskiej 1 (ул. Таймырская)[9].